# Mazirot
Mazirot ([maziˈʁo] ) ist eine französische Gemeinde mit 237 Einwohnern (Stand: 1. Januar 2022) im Département Vosges in der Region Grand Est. Sie gehört zum Arrondissement Neufchâteau (bis 2024 Épinal) und ist Mitglied im Gemeindeverband Communauté de communes de Mirecourt Dompaire. Die Bewohner werden Mazuriens und Mazuriennes genannt.

## Geografie

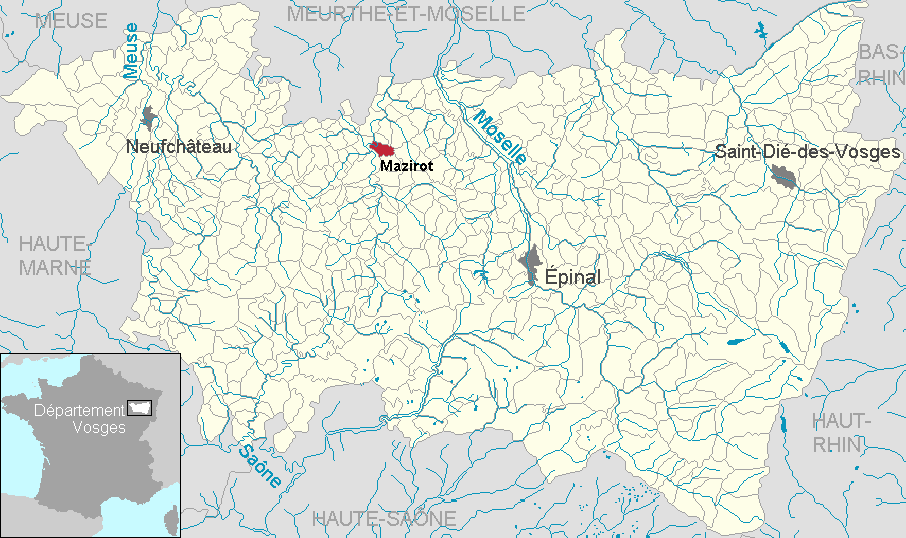
Lage der Gemeinde Mazirot im Département Vosges

Die Gemeinde Mazirot liegt am Mosel-Zufluss Madon, dessen Lauf hier eine markante Flussschlinge beschreibt. Unmittelbar südlich von Mazirot liegt die Kleinstadt Mirecourt, die Präfektur Épinal ist 33 Kilometer von Mazirot entfernt. Nachbargemeinden von Mazirot sind Chauffecourt im Norden, Bettoncourt und Gircourt-lès-Viéville im Nordosten, Avillers im Osten, Villers im Südosten, Mirecourt im Süden sowie Poussay im Westen.

## Geschichte
Der Ort tauchte wahrscheinlich erstmals im 13. Jahrhundert als Maiseroy auf. Im 15. Jahrhundert ist der Name Maseroy belegt.
Kirchlich gehörte Mazirot zusammen mit dem Nachbarort Chauffecourt dem Kapitel der Abtei Remiremont, das zwei Drittel des Zehnten erhielt.
Die Kirche in Mazirot stammt aus dem 14. Jahrhundert, sie ist Teil des Dekanats Jorxey im Bistum Toul.
Das Rathausgebäude (Mairie) entstand 1870, die Schule 1832.

### Bevölkerungsentwicklung
| Jahr      | 1962 | 1968 | 1975 | 1982 | 1990 | 1999 | 2006 | 2014 | 2021 |
| Einwohner | 180  | 191  | 202  | 258  | 267  | 234  | 219  | 219  | 234  |

Im Jahr 1846 wurde mit 371 Bewohnern die bisher höchste Einwohnerzahl ermittelt. Die Zahlen basieren auf den Daten von cassini.ehess und INSEE.

## Sehenswürdigkeiten
- Kirche Saint-Pierre-aux-Liens
- Flurkreuz, Monumentalkreuz

|  |  |  |

## Wirtschaft und Infrastruktur
In der Gemeinde sind vier Landwirtschaftsbetriebe ansässig (Milchwirtschaft, Pferdezucht).
Zwei Kilometer nördlich von Mazirot verläuft die Fernstraße D 55 von Charmes nach Mirecourt. Nahe der Stadt Charmes besteht ein Anschluss an die autobahnartig ausgebaute RN 57 von Nancy nach Épinal. Der vier Kilometer entfernte Bahnhof Mirecourt ist Endpunkt der Bahnstrecke Jarville-la-Malgrange–Mirecourt.

## Belege
1. ↑  Georges Poull: La bataille de Bulgnéville, 2 juillet 1431. Ses prisonniers et ses morts. In: Georges Poull: Les Cahiers d’Histoire, de biographie et de généalogie. Band 1. Rupt-sur-Moselle (Vosges) 1965, S. 32–33.
2. ↑  Mazirot. (Memento vom 1. April 2016 im Internet Archive; PDF; 108 kB) vosges-archives.com (französisch)
3. ↑  Mazirot auf cassini.ehess
4. ↑  Mazirot auf INSEE
5. ↑  Landwirtschaftsbetriebe auf annuaire-mairie.fr (französisch)